# Jardines de Agdal
Los Jardines de Agdal (en árabe: حدائق أكدال‎) son los jardines más antiguos de Marrakech. Se encuentran al sur de Dar al-Majzén (el Palacio Real) y la medina de Marrakech, en Marruecos. Su nombre deriva del término en la lengua bereber para «prado vallado». Con una superficie de unos 3,4 km2, los jardines incluyen bosquecillos de naranjos, limoneros, higueras, albaricoqueros y granados en parcelas rectangulares, unidas por pasarelas de oliva forrada.
Junto a la medina de Marrakech y los Jardines de Menara, los jardines de Agdal fueron listadas por la Unesco como Patrimonio de la Humanidad en 1985.
Los jardines fueron creados como un huerto por Abd al-Mumin de la dinastía almohade en el siglo XII. Fueron renovados por la dinastía saadí y luego ampliados durante el reinado de Abderrahmán en el siglo XIX, cuando fueron encerrados con paredes de adobe.